# Belvosia aurulenta
Belvosia aurulenta är en tvåvingeart som först beskrevs av Jacques-Marie-Frangile Bigot 1888.  Belvosia aurulenta ingår i släktet Belvosia och familjen parasitflugor. Inga underarter finns listade i Catalogue of Life.